# Ульяновка (Братский район)
Ульяновка (укр. Улянівка) — село в Вознесенском районе, Николаевской области Украины.
Основано в 1926 году. Население по переписи 2001 года составляло 514 человек. Почтовый индекс — 55452. Телефонный код — 5131. Занимает площадь 0,926 км².

## Местный совет
55452, Николаевская обл., Братский р-н, с. Ульяновка, ул. Гагарина, 3